# Kerstin Ott
Kerstin Ott (née le 17 janvier 1982 à Berlin) est une chanteuse allemande.

## Biographie
Kerstin Ott passe son enfance à Heide. Enfant, elle participe à des concours de jeunes talents et chante dans le chœur de Rolf Zuckowski (de). Par ailleurs, elle est aussi DJ. Elle suit une formation de peintre en bâtiment et exerce cette profession jusqu'à la grande diffusion de Die immer lacht.
Kerstin Ott écrit cette chanson en 2005. Elle l'écrit en cinq minutes sur une table d'une cuisine pour une amie alors malade, qui a encore l'envie de rire. Ott distribue elle-même le disque et la poste sur YouTube. Des années plus tard, le duo de DJ house Stereoact (de) découvre la chanson, en fait un remix qui est publié par Kontor Records (de). Le clip tournée au Maroc met en scène Kerstin Ott en photographe d'un modèle. Le titre est repris par Tanja Lasch. Il est l'une des meilleures ventes de singles en Allemagne et en Autriche.
Ott sort en août 2016 le single Scheißmelodie qui atteint la 31e place des ventes.

## Source de la traduction
- (de) Cet article est partiellement ou en totalité issu de l’article de Wikipédia en allemand intitulé « Kerstin Ott » (voir la liste des auteurs).